# Douce, douce vengeance
Douce, douce vengeance (suédois : Hämnden är ljuv AB) est le cinquième roman de l'écrivain suédois Jonas Jonasson paru dans sa langue d'origine en 2020. Il a été traduit en français par Laurence Mennerich.

## Résumé
« La Vengeance est douce, S.A. » Une société suédoise. Dont l’intitulé ne laisse aucun doute quant à son objet. Point de départ d’une rencontre rocambolesque entre Hugo Hamelin, Jenny, Kevin... et Ole Mbatian le jeune, homme médecine kényan. Au cœur de cette rencontre, Irma Stern (1894-1966), une peintre expressionniste sud-africaine et deux de ses toiles restée dans la famille d’Ole Mbatian.
Ce roman où se mêlent éléments fictifs avec des faits historiques et artistiques réels, nous conduit de la Suède jusqu’au Kenya à la poursuite des deux toiles inestimables, objets de la conception d’une vengeance à l’encontre d’un homme peu recommandable : Victor Alderheim. Mais, bien sûr, rien ne va se passer comme prévu.

## Éditions en français
- Jonas Jonasson (trad. du suédois par Laurence Mennerich), Douce, douce vengeance [« Hämnden är ljuv AB »], Paris, Presses de la Cité, 7 octobre 2021, 456 p., 23 cm (ISBN 978-2258193475)Traduction originale en français ; édition en grand format.
- Jonas Jonasson (trad. du suédois par Laurence Mennerich), Douce, douce vengeance [« Hämnden är ljuv AB »], Paris, Lizzie, 7 octobre 2021 (ISBN 9791036617416)Livre audio ; texte intégral ; narrateur : Olivier Prémel ; durée : 8 h 57 min ; référence éditeur : Lizzie